# K6-2
Микропроцессор архитектуры IA-32 (x86-32) производства AMD. Развитие процессора AMD K6. Работал на частотах от 200 до 550 МГц. Также существовала версия 570 МГц. Впервые был представлен корпорацией AMD 28 мая 1998 года. Основным отличием от K6 было наличие нового набора SIMD-инструкций для вычислений с плавающей точкой 3DNow!™.

## История K6-2

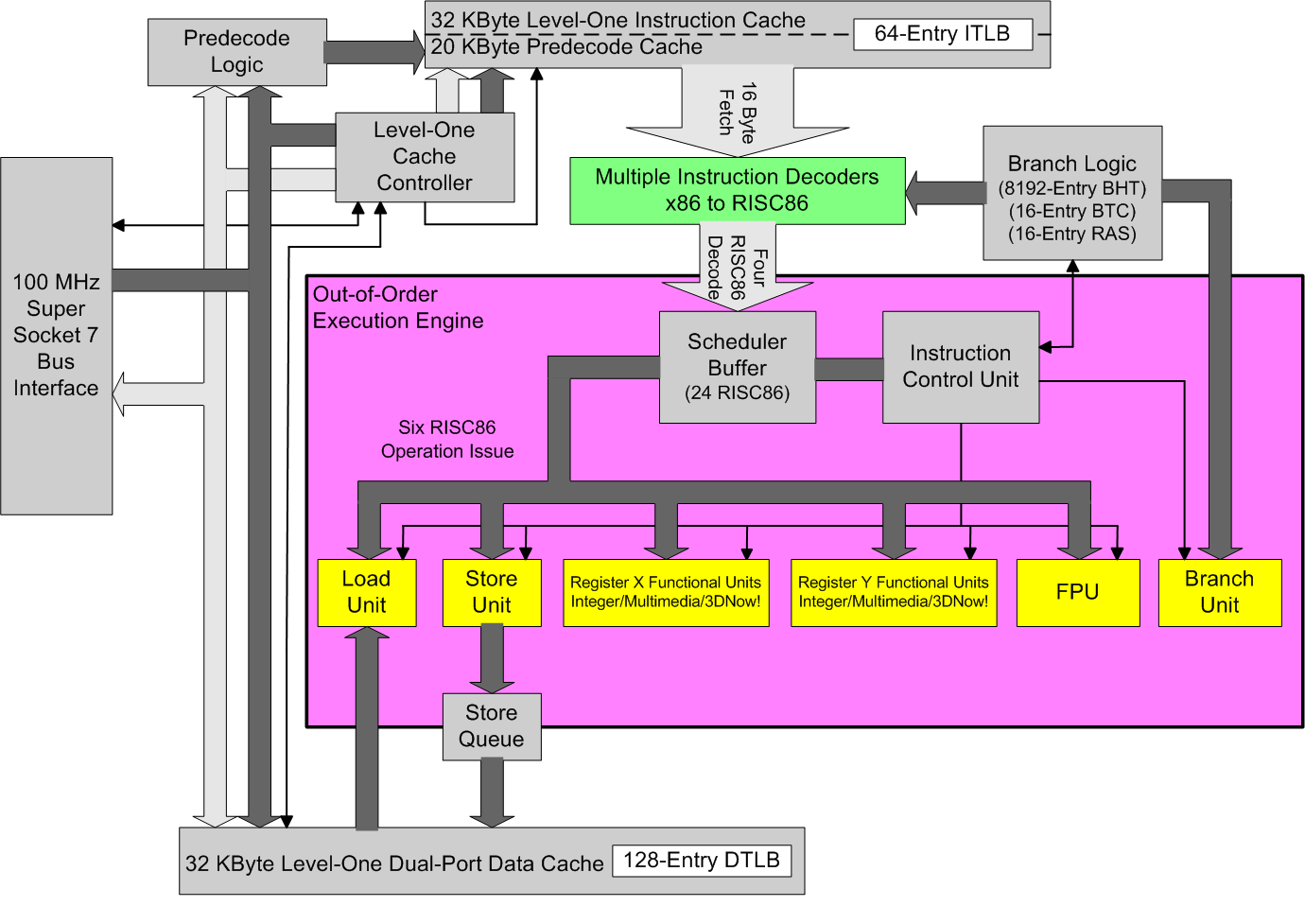
The AMD K6-2 architecture.

K6-2 проектировался как конкурент значительно более дорогого процессора Intel Pentium II. Производительность этих процессоров была сравнима: K6-2 был зачастую быстрее или, по крайней мере, не медленнее в универсальных вычислениях, но довольно сильно уступал Pentium II в вычислениях с числами с плавающей запятой. Применение операций SIMD (3DNow!) увеличивало производительность в таких вычислениях, но на тот момент значительная часть приложений такие операции не применяла. K6-2 оказался относительно успешным чипом и обеспечил AMD некоторую маркетинговую основу и финансовую стабильность, необходимую в тот момент компании для завершения цикла разработки Athlon (K7). K6-2 стал первым ЦП семейства x86, использовавшим принцип SIMD для вычислений с плавающей точкой. Для этого в систему команд процессора было введено расширение под названием 3DNow!, обеспечивавшее обработку двух чисел одинарной точности (Single Precision) с помощью одной команды. 3DNow! при правильном использовании могла существенно повысить производительность процессора в области трёхмерной графики и некоторых специальных вычислений. Инновация оказалась довольно удачной, но она усложняла и так непростую систему команд x86, к тому же через несколько месяцев Intel представила собственный набор SIMD-инструкций под названием SSE, который ныне является общеупотребительным. Почти все K6-2 проектировались в расчёте на использование 100 МГц шины на платформе Super7, потому что Intel не позволяла лицензировать AMD другие свои платформы. Недостатком Socket/Super7 платформ была маленькая пропускная способность памяти, что изначально обрекало все процессоры на провал перед грядущими системами Intel. Но AMD, в отличие от других производителей (IDT, Cyrix), удалось выдержать конкуренцию.

## Модели

### K6-2 (ядро Chomper)
- CPUID: Family 5, Model 8, Stepping 0
- 9,3 миллиона транзисторов по техпроцессу 250 нм.
- Площадь кристалла: 81 мм².
- Типичное энергопотребление тепловыделения: 14,7-19,95 Вт (в зависимости от частоты и модели)
- Кэш первого уровня 32+32 КБ (данные+инструкции)
- MMX, 3DNow!.
- Разъём Super Socket 7.
- Частота системной шины: 66 либо 100 МГц (в зависимости от модели)
- Впервые представлен: 28 мая 1998 года.
- Напряжение питания: 2,2 В
- Частоты: 233, 266, 300, 333, 350 МГц.

### K6-2 (ядро Chomper Extended — CXT)
- CPUID: CPUID: Family 5, Model 8, Stepping 12
- 9,3 миллиона транзисторов по техпроцессу 250 нм.
- Площадь кристалла: 99 мм².
- Типичное энергопотребление тепловыделения: 17,2-28,4 Вт (в зависимости от модели)
- Кэш первого уровня 32+32 КБ (данные+инструкции)
- MMX, 3DNow!.
- Разъём Super Socket 7.
- Частота системной шины: 66, 95, 97, 100 МГц.
- Впервые представлен: 16 ноября 1998 г.
- Напряжение питания: 2,0 (мобильный), 2,2, 2,4 В
- Частоты: 200—570 Мгц (модели K6 2-200 и K6 2-233 были выпущены позже и имели заниженную частоту. 200 МГц модель «разгонялась» до 300, а 233 до 333 Мгц)

Выпускался как в настольном, так и в мобильном вариантах. Эти две модели также проходят и с маркировкой K6 3D. Такая маркировка использовалась как кодовое имя, а также для обозначения инженерных образцов.